# Australia y la ocupación indonesia de Timor Oriental
Australia, un vecino cercano tanto de Indonesia como de Timor Oriental, fue el único país que reconoció la anexión de Timor Oriental por parte de Indonesia. Algunos miembros del público australiano apoyaron la autodeterminación de Timor Oriental y también apoyaron activamente el movimiento de independencia dentro de Australia. El Gobierno australiano vio la necesidad tanto de estabilidad como de buenas relaciones con su vecino, Indonesia. En 1998, el Gobierno de Howard cambió su postura y apoyó la autodeterminación de Timor Oriental, dando lugar a un referéndum que condujo a la independencia de Timor Oriental.

## Antecedentes
Con un cambio de gobierno tras la  revolución portuguesa de 1974, el gobernante colonial de Timor Oriental, Portugal, se descolonizó. Como resultado, Portugal abandonó efectivamente su colonia de Timor Oriental. Posteriormente, en 1975, los dos principales partidos políticos de Timor Oriental, el Fretilin y el UDT, formaron un gobierno. En ese momento, Indonesia inició una operación secreta para construir una relación con la UDT, llamada «Operación Komodo». El UDT intentó un golpe de Estado, al que el Fretilin se resistió con la ayuda de los militares portugueses locales. Con los líderes del UDT que huían a Indonesia, el Fretilin hizo una declaración unilateral de independencia de la República Democrática de Timor Oriental (República Democrática de Timor-Leste en Portugués), el 28 de noviembre de 1975. Poco después, el 7 de diciembre de 1975, las fuerzas indonesias invadieron Timor Oriental.

## Descripción general

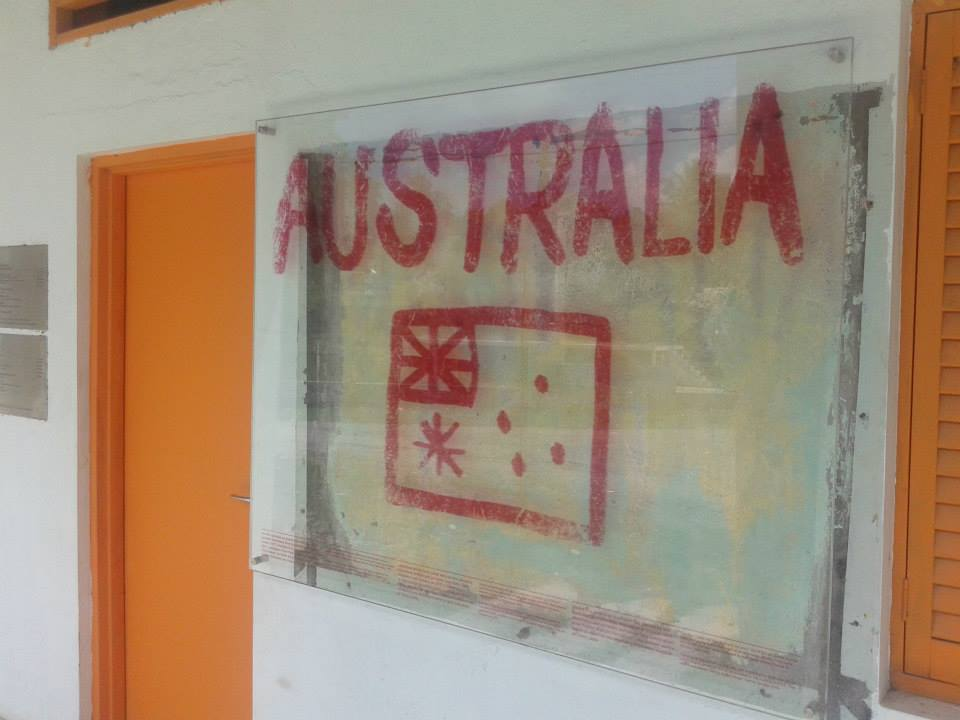
La casa de la bandera en Balibo

Según la autora Clinton Fernandes, los gobiernos de Malcolm Fraser, Bob Hawke y Paul Keating cooperaron con el ejército indonesio y el presidente Suharto para ocultar detalles sobre las condiciones en Timor Oriental y para preservar el control indonesio de la región. Los gobiernos australianos vieron que las buenas relaciones y la estabilidad en Indonesia, el vecino más grande de Australia, brindaban un importante amortiguador de seguridad al norte de Australia.  Sin embargo, Australia proporcionó un importante santuario a los defensores de la independencia de Timor Oriental como José Ramos-Horta, quien se asentó en Australia durante su exilio. Sin embargo, a lo largo de la duración de la ocupación de Timor Oriental en Indonesia, el público australiano se mostró generalmente incómodo, si no activamente en contra de la ocupación,  inicialmente resaltado por la muerte de cinco periodistas australianos que llegaron a ser conocidos como el Balibo Five (los Cinco de Balibo). También las acciones de los timorenses para apoyar a las fuerzas australianas durante la batalla de Timor en la Segunda Guerra Mundial. Fueron bien recordados, particularmente por los veteranos. Estos dos problemas mantuvieron la ocupación de Timor Oriental en una luz negativa, durante toda la duración de la invasión y la ocupación. Las protestas se llevaron a cabo en Australia contra la ocupación, los timorenses orientales prominentes vivían en Australia y mantenían el problema encendido, y algunos ciudadanos australianos participaron en el movimiento de resistencia. Según el profesor James Cotton, al escribir en su libro sobre la invasión, Suharto, de hecho, evitó venir a Australia, sabiendo que habría protestas públicas.

## Respuestas gubernamentales

### La era del gobierno de Whitlam 1974-75

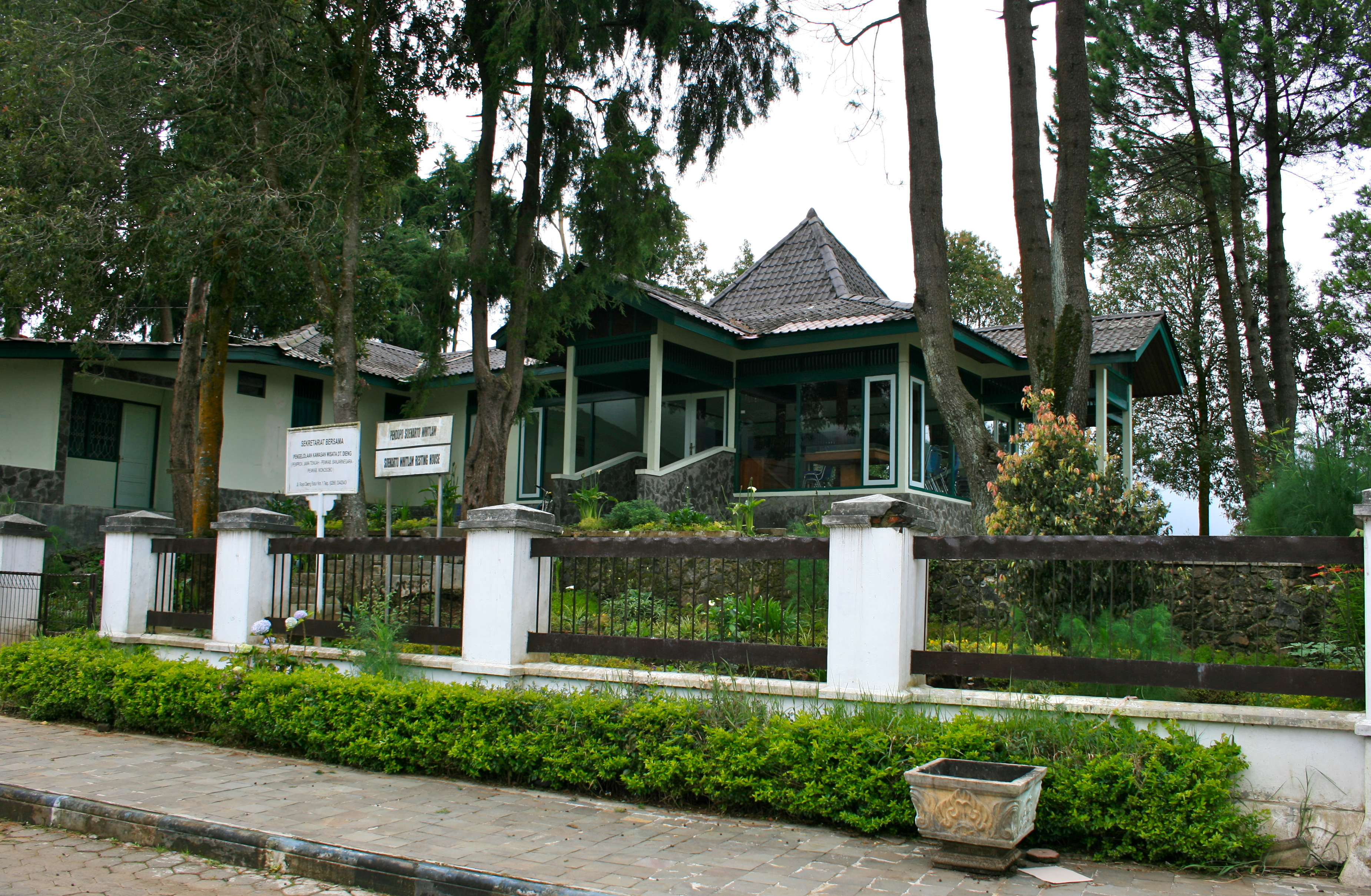
Casa de Suharto-Whitlam en la meseta de Dieng (Indonesia), donde se discutió el destino de Timor Oriental en 1974

Hay varias razones por las que el Gobierno Whitlam apoyó la anexión de Timor Oriental por parte de Indonesia. Whitlam, hablando con el ABC, dijo hasta cierto punto que su Gobierno seguía opinando que Timor Oriental no era viable como Estado independiente. Además, había temores iniciales de que los timorenses instalaran un posible gobierno comunista en Timor Oriental, después de la retirada de los portugueses. Esto hizo que el Gobierno del Whitlam considerara favorablemente la anexión indonesia, y el Whitlam expresó su deseo de visitar a Suharto en 1974.
Michael Salla, escribiendo en el «Australian Journal of International Affairs», dijo que Whitlam percibió e interpretó el asunto en un marco anticolonial. El propio Whitlam dijo que la división de la isla de Timor no era más que un accidente de la historia colonial occidental. También se temía que una guerra civil prolongada pudiera causar grandes pérdidas de vidas durante un largo período, como la que había ocurrido en Angola, otra excolonia portuguesa. Hasta cierto punto, Whitlam estableció la lógica y el apoyo de la anexión, y esto fue llevado a cabo por los posteriores primeros ministros australianos y sus gobiernos. Además, el Gobierno australiano vio el deseo de paz en la región de la «ASEAN». Nicholas Klar, al escribir sobre la respuesta de Whitlam a la invasión indonesia, dijo que a Whitlam también le preocupaba que la revolución de los movimientos de separación pudiera extenderse a través de Indonesia, causando un efecto dominó que podría dar lugar a la balcanización de Indonesia en varios estados pequeños. Según el historiador Luke Miller, los documentos de Wikileaks indican que, antes de la invasión, existen algunas pruebas de que Australia estaba proporcionando información de inteligencia a Indonesia acerca de Portugal, con el fin de reducir al mínimo los malentendidos acerca de la situación entre los dos países.
Se ha argumentado que los comentarios del Gobierno Whitlam pudieron haber alentado al régimen de Suharto a la invasión de Timor Oriental, con el exoficial del Ejército y comandante adjunto de UNTAET, Michael Smith, escribiendo que la invasión tenía al menos «aprobación tácita de Australia y Estados Unidos». A pesar de ello, y de la opinión general favorable de la anexión, el Gobierno australiano votó a favor de una resolución de las Naciones Unidas condenando la invasión, en 1975.
Durante el período previo a la invasión de Timor Oriental por Indonesia en 1975, el Servicio Australiano de Inteligencia (ASIS) pagó a un empresario australiano radicado en Dili, Frank Favaro, por proporcionar  información sobre los acontecimientos políticos locales. La filtración de su identidad a finales de 1975 condujo a un enfrentamiento entre el entonces primer ministro del Trabajo, Gough Whitlam, y Bill Robertson, jefe de la ASIS, que dio lugar al despido del director de la agencia de inteligencia el 21 de octubre de 1975, con efecto a partir del 7 de noviembre. Bill Robertson cuestiona la razón de su despido en documentos presentados ante los Archivos Nacionales en 2009.

### Gobierno de Fraser y Timor Oriental 1975-84
El Gobierno de Malcolm Fraser fue el primero en reconocer oficialmente la anexión de facto de Timor Oriental por parte de Indonesia, en enero de 1978. A esto siguió el reconocimiento de jure, durante las negociaciones con Indonesia sobre el límite del lecho marino entre los dos países.
El primer ministro ordenó la incautación de un enlace de radio bidireccional entre Timor Oriental y Australia que estaba siendo operado ilegalmente por partidarios del Fretilin cerca de Darwin. Tras su regreso de Yakarta, el Sr. Fraser dio instrucciones de que el servicio de radio del puesto avanzado de telecomunicaciones cerca de Darwin dejara de recibir y transmitir mensajes del Fretilin desde Timor Oriental. También denegó visados de entrada en Australia a portavoces del Fretilin que afirmaban representar a la  República Democrática de Timor Oriental.
El partido de la oposición en ese momento, el Partido Laborista, en 1979, pidió al Gobierno de Fraser que retirara el reconocimiento. El propio Fraser vio que no le quedaba más remedio que continuar con el reconocimiento, ya que habría causado graves repercusiones con Indonesia, y que Estados Unidos en ese momento no apoyaría a Australia, ya que veía al grupo de resistencia de Timor Oriental, FRETILIN, como comunistas, y se consideró de interés para Australia apoyar a Indonesia.

### Gobierno Hawke 1983-91

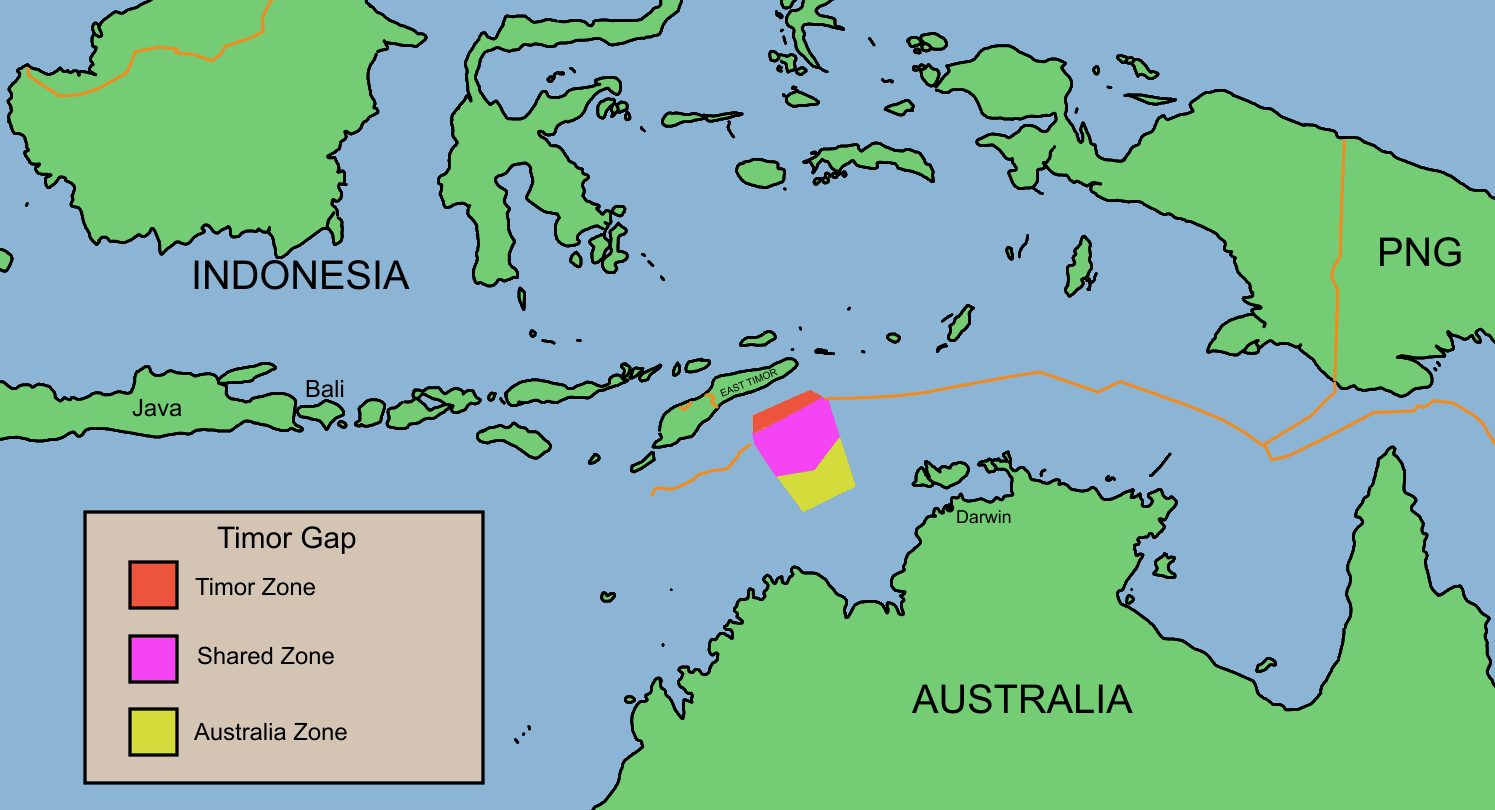
La brecha de timor

El Gobierno Hawke continuó y confirmó el reconocimiento de jure de Australia de la anexión indonesia de Timor Oriental. Portugal expresó su descontento al recordar a su embajador, Inacio Rebello de Andrade, de vuelta a Lisboa. Los representantes indonesios y australianos firmaron el Tratado sobre la Franja de Timor en un avión sobre el mar de Timor. El tratado entró en vigor el 9 de febrero de 1991. Estableció una zona de cooperación en una zona submarina rica en petróleo, con planes futuros para gestionar los recursos petrolíferos de la zona.

### La era de Keating 1994-98
Inicialmente, después de que Paul Keating asumiera el papel de primer ministro, simplemente continuó el reconocimiento de la anexión de Timor Oriental por parte de Indonesia. Sin embargo, el Gobierno de Keating intensificó sus relaciones militares y de otro tipo con Indonesia, más allá de los gobiernos anteriores. Tanto Australia como Estados Unidos participaron en la asistencia al ejército indonesio, y las relaciones mejoradas durante este tiempo incluyeron la firma de un tratado de seguridad. Según John Pilger y varios otros periodistas, Keating fue percibido como que no había hecho lo suficiente, mientras que el primer ministro, para prevenir los abusos de los derechos humanos en Timor Oriental, aunque otros, como Whitlam, han defendido las políticas de Keating.
Birmingham, Cotton y Thakur, al escribir en sus respectivos libros sobre la ocupación de Timor Oriental, afirmaron que tras la matanza de Santa Cruz de 1991, que tuvo lugar el 12 de noviembre de 1991, el Gobierno de Keating afirmó que la masacre era una aberración y no indicativa de la ocupación en su conjunto: Sin embargo, un Comité Conjunto del Gobierno criticó al Gobierno, diciendo que su respuesta a la masacre debería haber sido más condenatoria.
El documentalista John Pilger también acusó a Keating de encubrir una segunda ronda de masacres, ocurridas mientras era primer ministro. En respuesta, Keating amenazó con demandar a Pilger. El ministro de Asuntos Exteriores de Keating, Gareth Evans, defendió a Keating diciendo que, de hecho, había habido una segunda ronda de masacres, a pesar de que no se habían encubierto. Durante el período de ocupación de Timor Oriental, Keating se negó a dar asilo político a los timorenses que huían de Timor Oriental.

### El gobierno de Howard y la retirada de las fuerzas de ocupación 1998-2000

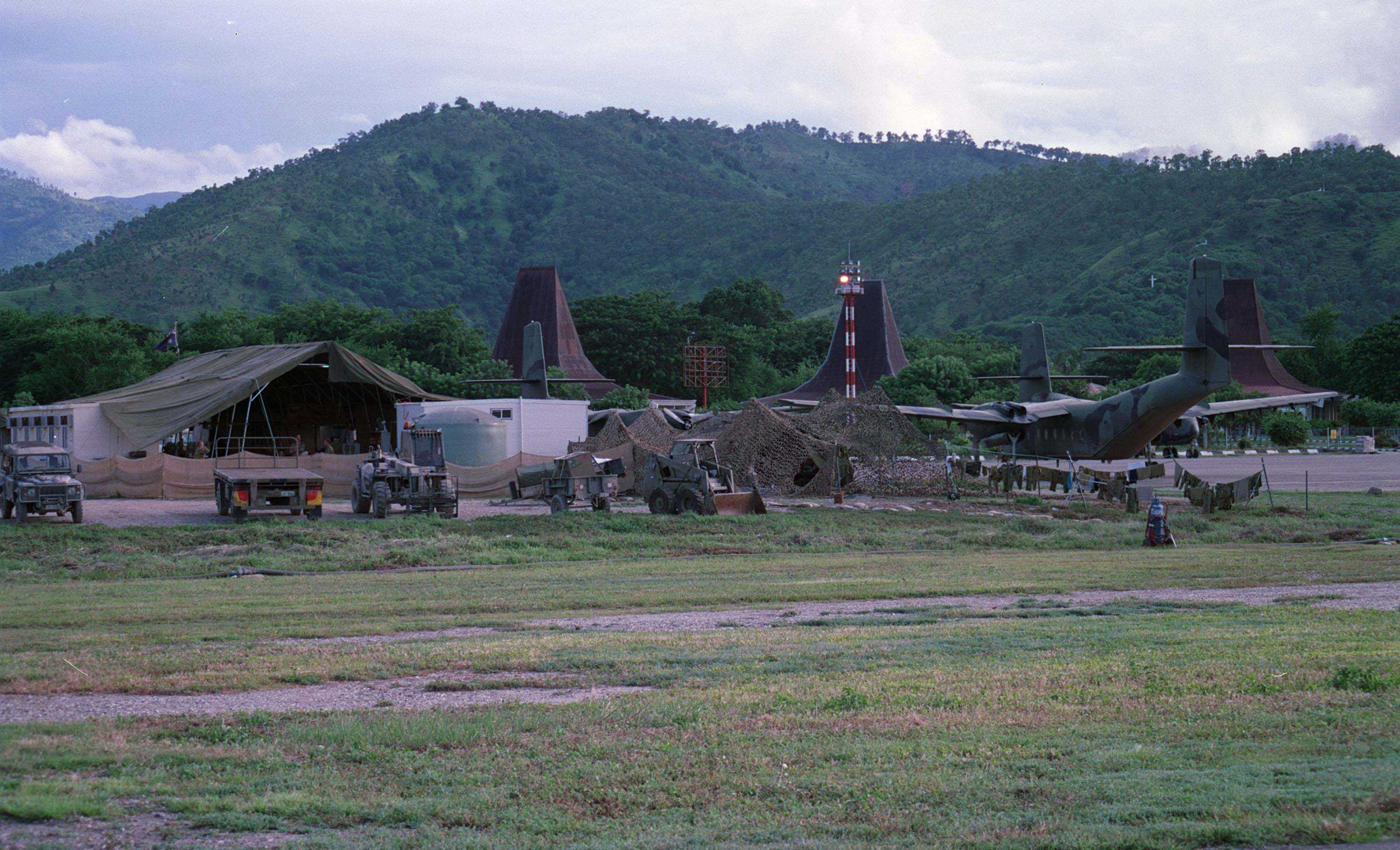
Aviones RAAF en Dili (2000)

Después de ganar el poder en 1996, el Gobierno de Howard continuó inicialmente el camino de los anteriores gobiernos australianos, y continuó apoyando la anexión de Timor Oriental por parte de Indonesia. Sin embargo, tras la caída del presidente indonesio Suharto, la política del gobierno de Howard sobre Timor Oriental cambió, y en 1998 Howard ayudó a precipitar una propuesta para un referéndum sobre la cuestión de la independencia de Timor Oriental. A finales de 1998, el Gobierno de Howard redactó una carta a Indonesia en la que exponía un cambio en la política australiana, sugiriendo que se diera a los timorenses orientales la oportunidad de votar sobre la independencia en el plazo de una década. La carta molestó al presidente indonesio B. J. Habibie, quien vio que implicaba que Indonesia era una "potencia colonial" y decidió anunciar un referéndum repentino. También había una opinión dentro de Indonesia, que a menos que las cuestiones de la independencia fueran tratadas en Timor Oriental, Indonesia podría pasar 10 años invirtiendo dinero y tiempo en la provincia, solo para que la provincia se separara. Un referéndum patrocinado por la ONU en 1999 mostró una aprobación abrumadora de la independencia, pero fue seguido de enfrentamientos violentos y una crisis de seguridad, instigada por milicias antiindependentistas. Australia entonces lideró el apoyo de las Naciones Unidas [Fuerza Internacional para Timor Oriental] (INTERFET) para poner fin a la violencia y al orden.
Después de la retirada de los militares indonesios de Timor Oriental, la violencia estalló en Indonesia, principalmente con la participación de milicias proindonesias. Australia bajo la dirección del entonces primer ministro, John Howard, que había reemplazado a Keating en 1996, desplegó peacekeepers como parte de INTERFET para poner fin a la violencia contra los timorenses orientales por parte de las milicias. En respuesta, se informó que Keating dijo que la violencia fue de hecho culpa de Howard. Mientras algunos comentaristas de los medios de comunicación defendían los comentarios de Keating y decían que había sido malinterpretado, otros comentarios de periodistas y políticos argumentaban en ese momento que, de hecho, el ataque de Keating a la intervención australiana solo ponía de manifiesto los propios errores de juicio cometidos por Keating en el pasado en cuanto a la situación de Timor Oriental. La coalición INTERFET desplegada en Timor Oriental el 20 de septiembre de 1999, como una fuerza no perteneciente a las Naciones Unidas que opera de conformidad con las Resoluciones de la ONU. Dirigido por Australia, que aportó 5500 efectivos y el comandante de la fuerza, el General de División Peter Cosgrove, se le encomendó la tarea de restablecer la paz y la seguridad, proteger y apoyar a la UNAMET y facilitar la asistencia humanitaria. Si bien la intervención fue finalmente exitosa, las relaciones australiano-indonesias tardarían varios años en recuperarse.

## Apoyo público australiano para la independencia de Timor Oriental

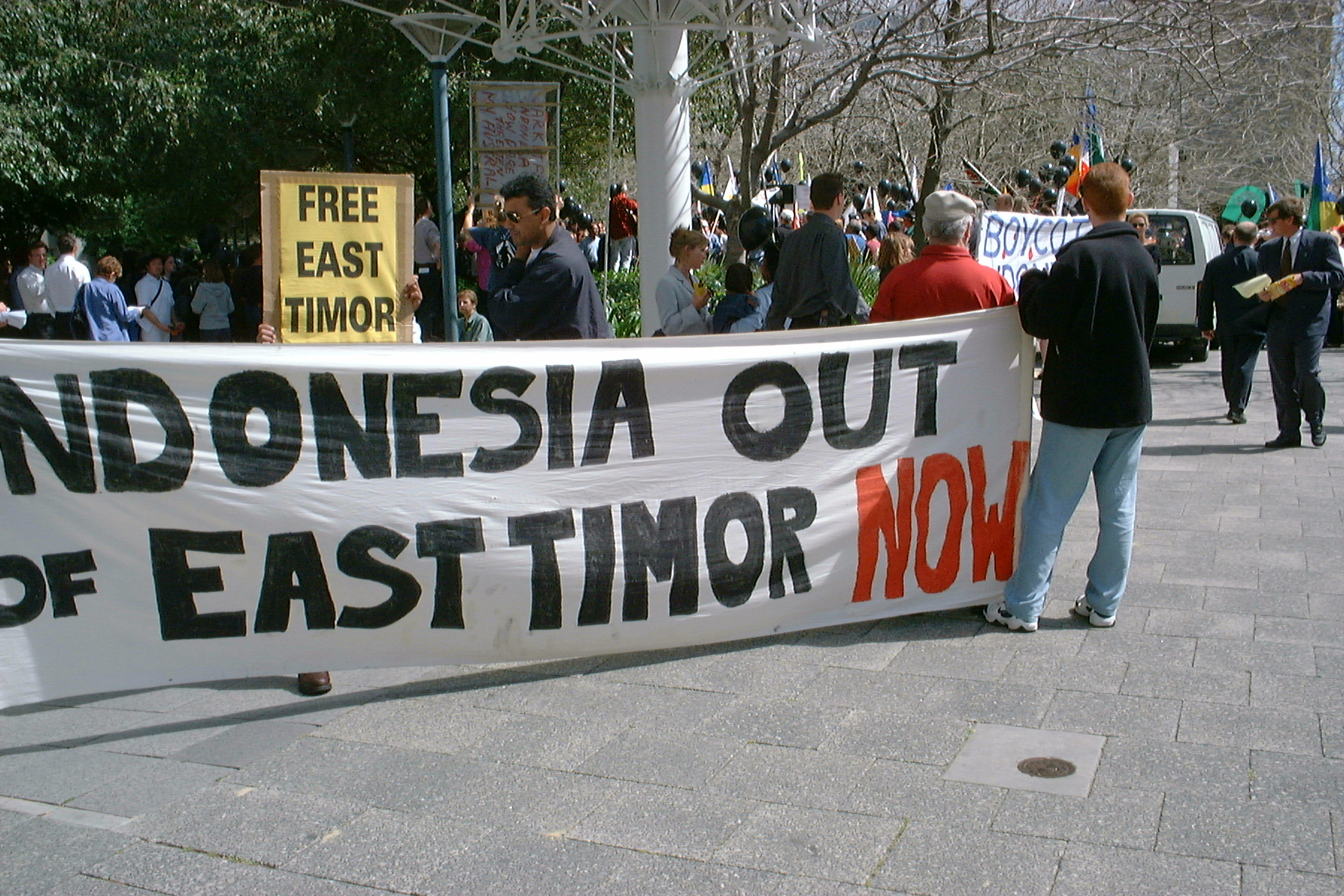
Manifestación en apoyo de la independencia de Timor Oriental en Perth (1999)

Si bien el Gobierno siguió reconociendo la anexión de Timor Oriental durante este período, el público australiano apoyó en gran medida la libre determinación de Timor Oriental. En particular, la Iglesia católica en Australia, Uniones, el Partido Comunista de Australia y los australianos de Timor Oriental que viven en Australia trabajaron juntos para protestar contra el tema.
Smith escribe que a lo largo de la ocupación surgieron informes de la provincia sobre abusos a los derechos humanos. Afirma que, en su mayoría, estos hechos no se habían confirmado hasta el incidente de Santa Cruz de noviembre de 1991, que fue captado por las cámaras. Smith continúa escribiendo que "tales abusos de los derechos humanos impidieron que los indonesios ganaran la confianza del pueblo [de Timor Oriental] y fortalecieron el resentimiento internacional contra la ocupación de Indonesia". Los sentimientos entre el público australiano aumentaron gradualmente, y cuando la violencia de la milicia se produjo después de la votación del referéndum patrocinado por las Naciones Unidas en 1999, los sentimientos fueron que el fuerte Gobierno australiano decidió involucrarse en la protección de los timorenses orientales. En Melbourne y Sidnei y otras ciudades australianas se produjeron protestas a gran escala en apoyo de una intervención que atrajo a decenas de miles de personas.
Posteriormente, Australia desempeñó un papel principal en el establecimiento de la fuerza internacional de mantenimiento de la paz que se desplegó en Timor Oriental en septiembre de 1999, tras el consentimiento indonesio.

## Lectura adicional
- Hoyle, Maxwell Bruce (2000-01-01). Australia and East Timor: Elitism, Pragmatism and the National Interest. Deakin University, Faculty of Arts

- Datos: Q24190997